# SF核戦争後の未来・スレッズ
『SF核戦争後の未来・スレッズ』（原題：Threads）は、1984年にイギリス国営放送のBBCが制作したテレビ映画。
NATO空軍基地のあるイングランド北部の都市シェフィールドを主な舞台とし、アメリカらNATO構成国とソ連間で核戦争が勃発した場合に地球や人類にどのような影響がおよぶのか、軍事専門家やアナリストなど50名以上からの助言を受けたうえで制作された、シミュレーション映画作品である。

## 概要
1965年にBBCが製作した擬似ドキュメンタリー作品『The War Game』がベースになっている。
制作に際して400,000ポンドもの予算が投じられ、核戦争そのものの悲惨さよりも核戦争後の崩壊した世界で生きる人々を襲う地獄のような日々の描写に力を入れており、一部の評論家からは「核戦争とその余波の完全な恐怖と、その事件が人間文化に及ぼす致命的な影響を表現するのに最も近い映画」と評価され、類似したシナリオを持つ1983年公開のアメリカ映画『ザ・デイ・アフター』とよく比較される。
日本では、『SF核戦争後の未来・スレッズ』のタイトルで1984年8月9日に木曜洋画劇場にて放映された後、VHSビデオソフトが発売された。DVDについては長らく発売されていなかったが、2019年にBlu-ray Discと同時発売された。

## ストーリー

### 開戦に至る背景
東西陣営が開戦に至るまでの背景は、作中でテレビやラジオのニュース番組、新聞報道を介して視聴者に明示される。以下、時刻表記は世界標準時（GMT±0）とする。なお、劇中で何年かは言及されないため、便宜上198X年とされることがある。
3月5日、カーラジオから流れるニュースはアメリカが支援したとされるイランのクーデターに対応し、ソ連はシャー支持体制の復活を防ぐべくイラン北部を占領した事を伝えた。
5月8日、米国はソ連がイラン南部の産油地帯へ侵攻してくることを防ぐため、イランへの追加派兵を示唆した。
5月11日、ペルシャ湾を航行中の米国海軍の原子力潜水艦ロサンゼルスが行方不明になったという噂が流れ、インド洋に展開中の同海軍部隊が警戒態勢を強める。
5月12日、ペルシア湾でソ連の巡洋戦艦キーロフと米国のミサイル駆逐艦キャラハンが衝突するという海難事故が発生。事故後に米国とイスラエルが結成した合同調査チームの調査と捜索活動により行方不明の原潜ロサンゼルスの破片や漏れ出たオイルを発見。この事態に関し、米国大統領はソ連へ人類に計算外の帰結をもたらす武力対決の可能性を警告を発する。
5月17日、米国はイラン西部のイスファハンへ緊急展開部隊を派遣。ソ連が更に南下するのを抑える抑止力とし、これを支援するため、米国はB52爆撃機部隊とAWACS部隊をトルコの米軍基地に派遣。この処置に対抗したソ連はイランのマシュハド空軍基地に核弾頭を運び込む。
5月20日、米国はソ連へ2日後の22日にイランから同時に撤退することを最後通告として提案。イギリスは東ドイツにおけるNATO軍の部隊増強に対応。
5月22日、ソ連は米国の最後通告を無視。通告時に設定した期限の1時間後、米国は通常兵器でソ連のマシュハド基地を攻撃。ソ連は基地防衛のために核弾頭を装備した地対空ミサイルを使用し、米軍のB52を多数撃墜。ソ連の核兵器使用を認めた米国は戦略核兵器の使用を許可し、自軍もマシュハド基地を核兵器で破壊。
5月23日、米国海軍とソ連海軍の間で戦闘が勃発。翌24日、東ドイツで暴動が発生。ソ連は西ベルリンとの交通を遮断。ベルリン回廊を占領するNATO軍に撤退を要求。米国海軍キティホークが撃沈され、米国はキューバを封鎖。米国内の主要都市では反ソ連暴動が発生し、ソ連領事館に甚大な被害が発生する。
5月25日、イランのマシュハドで大規模な核爆発が発生。パキスタン西部では放射性降下物からの避難を開始。イギリス国内のテレビやラジオは緊急放送に切り替わり、屋内退避や遺体の処理方法などを解説する番組「Protect and Survive」が放映される。

### 本編
イングランド北部の都市シェフィールドの郊外に住む若者、ルース・ベケットとジミー・ケンプはルースが妊娠したため、結婚について考え、両家顔合わせや新居準備を進めていた。一方イランにおける米ソの緊張が高まるにつれ、英国も巻き込まれる可能性が高まり内務省はシェフィールドの議会に緊急事態管理チームの組織を命じる。
米国の最後通告を無視したソ連が戦端を開くと英国は略奪と暴動の恐怖が蔓延する。事態収束を図るため、英国政府は緊急措置法の下に平和活動家や労働組合員を逮捕した。
5月26日 午前8時30分。核攻撃警報が発され、シェフィールドの街に空襲警報が鳴り響く。都市はパニックに襲われ、緊急事態管理チームは市役所地下に設けられたオペレーションルームで業務を開始。
午前8時35分、ソ連は北海上空に核攻撃を行い、発生させたEMPで北西ヨーロッパと英国の電気・通信網を破壊。2分後、シェフィールドの街から32マイル離れたNATO軍の施設が、150キロトン規模の核攻撃を受ける。街に大きな被害はなかったものの、大きなキノコ雲が街からも見え、住民たちのパニックは増大する。まもなくシェフィールドもソ連が放った核の洗礼を受ける。東西両陣営で合計3000メガトンの核の応酬となった。
核による都市攻撃で壊滅状態のシェフィールド市街。地下の緊急事態管理チームは市庁舎の破壊で閉じ込められてしまう。生き残ったスタッフは無事な短波回線を利用し救援要請などを発するも、徐々に追い詰められてゆく。
ケンプ家。通勤中だったジミーは周辺への攻撃時には生き残るも都市攻撃以後は姿を見せない。両親と弟マイケルは自宅で被爆。弟は瓦礫に埋もれ死んでおり、両親は急性放射線症状に苦しみ、猛烈な熱線でより重症を負った母は数日で息絶える。自宅を離れ水と食料を求め彷徨った父も最終的に死んでしまう。（マイケルが生前遊んでいた、スタート時にピンク・レディーの曲「モンスター」のイントロが鳴る電子ゲーム機を手に）
一方のベケット家。ルースは両親ともども自宅地下室に避難しており無事だった。長い地下生活後、地上に出たルースが見たのは、攻撃により徹底的に破壊し尽くされ変わり果てた街の姿であった。ルースは自宅を出てシェフィールドの王立保健局へ向かうも、そこは傷ついた人々で溢れ、電気・水道・医薬品などが無い。その間、彼女の両親は火事場泥棒によって殺害されてしまう。程なくして、ルースを始め生き残った人々は本格的な核の冬を迎え、地獄の日々に直面する。
翌年、太陽光が回復するが、オゾン層が破壊されたことにより紫外線指数が上昇し、白内障やがんの発症者が増加する。過酷な気候に加え、肥料不足や農業設備の破壊も相まって、作物は育たず食糧不足に陥る。治安が崩壊し各地で暴動が発生。経済が崩壊しお金は無価値となり、食料が事実上通貨として機能するようになる。ルースを含む数人はバクストンの田舎に逃げ、小屋の藁の中で彼女は娘ジェーンを孤独に出産する。
13年後、英国の生存人口は400万人から1100万人という中世の水準にまで減少した。文明も徐々に戻り始めるが、人々は依然として野蛮で劣悪な環境で暮らしている。農作業中に倒れたルースは衰えた姿であっけなく亡くなり、10代前半になったジェーンが独り残される。核戦争後に生まれ、教育を受けていない子供達は片言の英語を話すに留まり、ジェーンもそんな子供達と共に暮らす時期もあったが、庇護する大人が死ぬ度に暮らしを転々とし、社会的生活や生産能力を得られぬまま原始的な生活へと離散してゆく。
ルースの死から3年後、少年達と共に略奪犯として銃で追われるジェーン。一人の少年と逃げ延びた先で、食べ物の奪い合いで押し倒されるうちに性交を受けてしまう。数か月後、仮設病院で子供を死産し、醜い赤ん坊を受け取った彼女は恐怖の表情を浮かべるのであった。

## キャスト
※括弧内は日本語吹替
- ルース・ベケット：カレン・ミーガー（高畑淳子）
- ジミー・ケンプ：リース・ディンズデール（大林隆介）
- ビル・ケンプ：デヴィッド・ブライアリー（石森達幸）
- リタ・ケンプ夫人：リタ・メイ（島美弥子）
- マイケル・ケンプ：ニコラス・レーン
- アリソン・ケンプ：ジェーン・ハズレグローヴ
- タルボット博士：フィル・ローズ
- ベケット：ヘンリー・モクソン（嶋俊介）
- ベケット夫人：ジューン・ブロートン（竹口安芸子）
- クライヴ・J・サットン：ハリー・ビーティー（藤本譲）
- マージョリー・サットン：ルース・ホールデン
- ボブ：アシュリー・バーカー
- ハースト警視正：マイケル・オハガン
- ストザード：フィル・アスクハン
- ストザード夫人：アンナ・シーモア
- キャロル・ストザード：フィオナ・ルーク
- 情報責任者：スティーブ・ハリウェル
- ラングレー：ジョー・ホームズ
- ジェーン：ヴィクトリア・オキーフ
- ニュースキャスター：レスリー・ジャッド
- スパイク：リー・デイリー
- ガズ：マーカス・ルンド
- ラジオアナウンサー：イアン・パーキンソン、トニー・グラント

吹替版・その他声の出演：山野史人、長島克子、山田礼子、色川京子、小滝進、佐藤正治

## スタッフ
- 監督・製作：ミック・ジャクソン
- 製作総指揮：グレアム・マッセイ、ジョン・パーディー
- 脚本：バリー・ハインズ
- 撮影：アンドリュー・ダン、ポール・モリス
- 編集：ジム・ラッサム、ドナ・ビッカースタッフ

### 日本語版
- 演出：福永莞爾
- 翻訳：安西敏
- 音楽・効果：佐藤良介
- 調整：村田弘之
- 日本語版製作：テレビ東京、千代田プロダクション
- 配給：ブリティッシュ・テレビジョン